# Museu de la Tècnica de l'Empordà
El Museu de la Tècnica de l'Empordà és un museu que es troba a Figueres (Alt Empordà). Es tracta d'un museu creat a partir de la col·lecció privada de Pere Padrosa. Es va inaugurar el 27 de juny del 2004, amb presència del llavors ministre d'Indústria José Montilla.

## Història
Pere Padrosa va iniciar la seva col·lecció privada el 1979 adquirint una màquina d'escriure antiga, una Erika portàtil de 1910. En aquella màquina d'escriure se li van sumar màquines de cosir, rellotges, telèfons, estufes i més màquines d'escriure.

## Col·lecció
Dins el museu hi ha més de setze mil peces de la segona Revolució Industrial, si bé unes tres mil estan exposades. Les peces de més valor són les màquines d'escriure i de cosir. De fet, s'hi pot trobar la bola d'escriure de Malling-Hansen, la primera màquina d'escriure d'Europa. També compta amb rellotges de pèndol, entre d'altres.